# Grzegorz z Tours
Grzegorz z Tours, właśc. Jerzy Florentyn z łac. Georgius Florentius (ur. 30 listopada 538 w Arverni w okolicach dzisiejszego Clermont-Ferrand, zm. 17 listopada 594 roku w Tours) – prawnuk św. Grzegorza z Langres, pierwszy historyk Franków, biskup Tours od 573 roku i święty Kościoła katolickiego.

## Życiorys
Grzegorz pochodził z gallorzymskiej rodziny arystokratycznej. Jego ojciec zmarł wcześnie i młody Grzegorz został oddany pod opiekę swego stryja Galla biskupa w Clermont. Pod jego opieką przyjął święcenia diakonatu (563) i udał się na pielgrzymkę do grobu św. Marcina, gdzie zgodnie z tradycją miał zostać uzdrowiony. W roku 573 został wybrany na biskupa diecezji w Tours, przyjmując imię Grzegorz (ku czci pradziadka), gdzie pozostał do śmierci.

## Dzieła
Jego najważniejszym dziełem są „Historie” w 10 księgach, powszechnie znane pod błędnym tytułem Historia Franków (Historia Francorum). Wbrew intencjom Grzegorza jego dzieło zostało potraktowane przez potomnych jako twórczość historiograficzna i przyniosło mu miano ojca dziejopisarstwa francuskiego. Zamiarem Grzegorza nie było przekazanie historii Franków. Zasadniczymi motywami, którymi kierował się Grzegorz w swojej twórczości literackiej, była chęć przekazania pewnych zasad moralnych organizujących społeczeństwo chrześcijańskie, poprzez podanie przykładów (historii) zaczerpniętych z jego doświadczenia lub z tradycji. Dla współczesnego historyka „Historie” Grzegorza są olbrzymią kopalnią wiedzy o społeczeństwie merowińskim w VI wieku.
Oprócz tego znany jest z kilku utworów hagiograficznych, z których nie wszystkie się zachowały. Szczególną uwagę poświęcił św. Julianowi i św. Marcinowi, którego relikwie spoczywały w Tours.
Wbrew rozpowszechnionemu poglądowi przypisującemu mu posługiwanie się zwulgaryzowaną łaciną, posługiwał się wprawdzie łaciną odbiegającą od norm klasycznych, ale niepoddającą się panującym wówczas tendencjom „barbaryzującym”. Do wyrobienia mu złej reputacji pod tym względem przyczynili się późniejsi kopiści jego dzieł i ich koślawa łacina.

## Dzień obchodów
Wspomnienie liturgiczne w Kościele katolickim obchodzone jest 17 listopada obok św. Grzegorza Cudotwórcy.
Wyznawcy prawosławia wspominają Świętego 17/30 listopada, tj. 30 listopada według kalendarza gregoriańskiego.

### Wydania dzieł Grzegorza z Tours
- Gregorii Turonensis Historiarum Libri X, Bruno Krusch, Wilhelm Levison, Hannover: Monumenta Germaniae Historica, 1951 (Scriptores rerum Merovingicarum. T.1, P.1) [dostęp 2015-06-26] [zarchiwizowane z adresu 2016-05-04] (łac.). Historii Franków.

### Tłumaczenia
- Grzegorz z Tours: Historie. Historia Franków. Kazimierz Liman (tł.), Teofil Richter (tł.), Dariusz Andrzej Sikorski (wst., opr., kom.). Kraków: Tyniec. Wydawnictwo Benedyktynów, 2002. ISBN 83-7354-037-7.

### Literatura
- Johann Wilhelm Loebell: Gregor von Tours und seine Zeit. Leipzig: Brockhaus, [1839, pierwsze wydanie: online 1869 (drugie wydanie: online).
- Gabriel Monod: Études critiques sur les sources de l’historie mérovingienne. Paris: Librairie A. Franck, 1872 online.
- Praca zbiorowa Historia powszechna Tom 7 Od upadku cesarstwa rzymskiego do ekspansji islamu. Karol Wielki, Mediaset Group SA, 2007, s. 83, ISBN 978-84-9819-814-0.
- Święty Grzegorz z Tours, biskup na brewiarz.katolik.pl [ostatnia aktualizacja: 31.10.2010].
- Antonio Serra: L’ingenium artis di Gregorio di Tours. Preliminari d’indagine. „Invigilata Lucernis”. 32 (2010). s. 157–175.